# Las Winiarski
Las Winiarski est une localité polonaise de la gmina de Busko-Zdrój, située dans le powiat de Busko en voïvodie de Sainte-Croix.